# Brunellia sibundoya
Brunellia sibundoya är en tvåhjärtbladig växtart. Brunellia sibundoya ingår i släktet Brunellia och familjen Brunelliaceae.

## Underarter
Arten delas in i följande underarter:
- B. s. sebastopola
- B. s. sibundoya